# Philippe Doussy

a Compétitions nationales et continentales officielles uniquement.

Dernière mise à jour le 23 mai 2019.
Philippe Doussy, né le 20 décembre 1970 à Dax, est un joueur français de rugby à XV qui évolue au poste de demi de mêlée. Il se reconvertit ensuite en tant qu'entraîneur.

## Biographie
Après sa carrière de joueur, il poursuit une carrière d'entraîneur, spécialiste de la technique individuelle et du jeu au pied
Le 3 janvier 2018, il est nommé entraîneur du jeu au pied de l'équipe de France au sein du staff mis en place par le nouveau sélectionneur Jacques Brunel. Il quitte ce staff en mai 2019 pour rejoindre celui du Racing 92 en tant que spécialiste de la technique individuelle et du jeu au pied.

## Carrière

### Carrière de joueur
- ???? - ???? : AS Soustons[4]  France
- ???? - 1996 : AS Tyrosse[5]  France
- 1996 - 1999 : CA Périgueux  France (Top 20)
- 1999 - 2000 : US Montauban  France (Top 16)
- 2000 - 2001 : AS Rugby Rovato  Italie

### Carrière d'entraîneur
- 2002 - 2004 : AS Rugby Rovato Academy
- 2004 - 2006 : Rugby Leonessa 1928
- 2007 - 2009 : Italie -18 et -19
- 2009 - 2012 : Italie  (skills et jeu au pied)
- 2013 - octobre 2013 : Southern Kings  (skills et jeu au pied)
- octobre 2013 - 2014 : Edinburgh Rugby  (skills et jeu au pied)[6]
- 2014 - 2017 : FC Grenoble  (skills et jeu au pied)
- 2018 - 2019 :  France (skills et jeu au pied)
- 2019 - 2023 : Racing 92  (skills et jeu au pied)
- 2024 - : Italie  (skills)

## Palmarès
- Championnat de France de groupe A2 :
  - Vice-champion en 1998[7](avec le CA Périgueux)